# Riccardo Bracaloni
Riccardo Bracaloni (Carrara, 7 febbraio 1970) è un allenatore di calcio ed ex calciatore italiano, di ruolo centrocampista, tecnico del Follo FC.

## Caratteristiche tecniche

### Giocatore
Centrocampista forte fisicamente, ha giocato nel ruolo di regista con propensioni offensive.

## Carriera

### Giocatore
Prodotto del vivaio atalantino, debutta in prima squadra con due presenze nella stagione 1987-1988. In seguito viene mandato in prestito in Serie C1 al Trento, al Chievo e al Pontedera, prima di essere richiamato all'Atalanta nell'autunno 1991. Debutta in Serie A il 24 novembre 1991, nella vittoria per 3-2 sul campo del Foggia, totalizzando in tutto 7 presenze in campionato.
A fine stagione viene ceduto definitivamente al Chievo, di nuovo in Serie C1. Con gli scaligeri disputa quattro campionati, ottenendo la promozione nella serie cadetta nel 1994, fino al novembre 1995, quando viene acquistato dal Monza. Nella stagione successiva si divide tra i brianzoli e la Carrarese, militando in seguito sempre tra serie C1 e C2 con le maglie di Fiorenzuola, Spezia, Novara e Alessandria.
Nell'estate del 2000, ormai trentenne, scende nel Campionato Nazionale Dilettanti indossando la maglia del Savona. In Liguria diventa leader e capitano della squadra, conducendola alla promozione nella stagione 2001-2002 nella quale realizza 14 reti, oltre a quella decisiva nello spareggio-promozione contro l'Ivrea. Nel 2004, dopo la retrocessione dei liguri, torna in Serie D con il Voghera per una stagione.
Lasciato il calcio di alto livello, prosegue la carriera tra i dilettanti toscani, nelle file di Villafranca (Prima Categoria) e Pistoiacalcio (Seconda Categoria), formazione del capoluogo toscano nella quale prosegue a giocare fino all'età di 42 anni.

### Allenatore
Dopo una stagione e mezza sulla panchina della Juniores del S. Marco Avenza, nel luglio 2014 passa alla guida della prima squadra, appena retrocessa nel campionato di Promozione. Nel 2016 ottiene la promozione in Eccellenza, e l'anno successivo passa sulla panchina dell'Aglianese, da cui viene esonerato dopo pochi mesi di campionato. L'11 giugno 2019 la Pontremolese lo ingaggia per guidare la prima squadra nel campionato toscano di Eccellenza appena conquistato, rimanendovi per la stagione a venire.
Dal 1º luglio 2022 siederà nuovamente sulla panchina della Pontremolese, appena retrocessa in Promozione.

## Palmarès

### Giocatore
- Campionato italiano Serie C1: 1

Chievo: 1993-1994 (girone A)
- Campionato italiano Serie D: 1

Savona: 2001-2002 (girone A)